# Гетеробатмия
Гетеробатмия (от греч. getero — различный и bathmos — степень, ступень) — термин, введённый в 1959 году советским ботаником А. Л. Тахтаджяном, означающий неодинаковый уровень специализации различных частей одного целого, достигнутый в процессе биологической эволюции. Органы движения и органы внутренней секреции у животных слабо функционально связаны друг с другом, а поэтому их эволюция идёт относительно независимо. У растений нет связи между эволюцией цветка и проводящей системой стебля. Гетеробатмия наиболее характерна для более примитивных представителей в каждой группе организмов. У более продвинутых групп уровень специализации отдельных частей организма нивелируется. Выраженность гетеробатмии усиливается у эволюционно продвинутых групп,  эволюция которых происходит по типу морфологического регресса, например у паразитических и полупаразитических растений.